# Avrainville (Meurthe i Mosel·la)
Avrainville és un municipi francès situat al departament de Meurthe i Mosel·la i a la regió del Gran Est. L'any 2007 tenia 235 habitants.

## Demografia

### Població
El 2007 la població de fet d'Avrainville era de 235 persones. Hi havia 85 famílies, de les quals 20 eren unipersonals (12 homes vivint sols i 8 dones vivint soles), 28 parelles sense fills i 37 parelles amb fills.
La població ha evolucionat segons el següent gràfic:
Habitants censats

### Habitatges
El 2007 hi havia 93 habitatges, 84 eren l'habitatge principal de la família, 5 eren segones residències i 4 estaven desocupats. 92 eren cases i 1 era un apartament. Dels 84 habitatges principals, 69 estaven ocupats pels seus propietaris, 13 estaven llogats i ocupats pels llogaters i 2 estaven cedits a títol gratuït; 1 tenia dues cambres, 9 en tenien tres, 12 en tenien quatre i 62 en tenien cinc o més. 78 habitatges disposaven pel capbaix d'una plaça de pàrquing. A 30 habitatges hi havia un automòbil i a 47 n'hi havia dos o més.

### Piràmide de població
La piràmide de població per edats i sexe el 2009 era:
| Homes | Edats   | Dones |
| ----- | ------- | ----- |
| 0     | 95 o +  | 4     |
| 0     | 90 a 94 | 0     |
| 0     | 85 a 89 | 4     |
| 0     | 80 a 84 | 4     |
| 4     | 75 a 79 | 0     |
| 4     | 70 a 74 | 4     |
| 4     | 65 a 69 | 4     |
| 8     | 60 a 64 | 8     |
| 0     | 55 a 59 | 0     |
| 4     | 50 a 54 | 0     |
| 8     | 45 a 49 | 12    |
| 12    | 40 a 44 | 8     |
| 12    | 35 a 39 | 8     |
| 4     | 30 a 34 | 12    |
| 0     | 25 a 29 | 0     |
| 0     | 20 a 24 | 4     |
| 8     | 15 a 19 | 4     |
| 16    | 10 a 14 | 4     |
| 20    | 5 a 9   | 0     |
| 4     | 0 a 4   | 12    |

## Economia
El 2007 la població en edat de treballar era de 135 persones, 114 eren actives i 21 eren inactives. De les 114 persones actives 103 estaven ocupades (55 homes i 48 dones) i 11 estaven aturades (6 homes i 5 dones). De les 21 persones inactives 7 estaven jubilades, 12 estaven estudiant i 2 estaven classificades com a «altres inactius».

### Ingressos
El 2009 a Avrainville hi havia 85 unitats fiscals que integraven 210 persones, la mediana anual d'ingressos fiscals per persona era de 18.057 €.

### Activitats econòmiques
Dels 5 establiments que hi havia el 2007, 2 eren d'empreses de construcció, 1 d'una empresa de comerç i reparació d'automòbils i 2 d'empreses d'hostatgeria i restauració.
Dels 3 establiments de servei als particulars que hi havia el 2009, 1 era un electricista, 1 empresa de construcció i 1 restaurant.
L'any 2000 a Avrainville hi havia 7 explotacions agrícoles.

## Poblacions més properes
El següent diagrama mostra les poblacions més properes.